# 紅頦旗鱂
紅頦旗鱂，為輻鰭魚綱鯉齒目鰕鱂亞目鰕鱂科的其中一種，為熱帶淡水魚，分布於非洲貝南南部、喀麥隆及奈及利亞南部淡水流域，體長可達5公分，棲息在沿岸雨林覆蓋沼澤、溪流及池塘底中層水域，生活習性不明，可作為觀賞魚。

## 擴展閱讀
維基物種上的相關：紅頦旗鱂